# Giao thông Paris
Giao thông Paris bao gồm hệ thống giao thông công cộng, đường bộ và đường không của thành phố. Là một đô thị lớn và đông dân, mạng lưới giao thông công cộng của Paris rất phát triển đa dạng. Đường bộ, là một thành phố cổ, 
mặc dù những cải tạo vào thế kỷ 19 giúp Paris có nhiều đại lộ lớn, nhưng không trách khỏi ùn tắc vào giờ cao điểm. Về giao thông hàng không, Paris không chỉ là thành phố đón nhiều khách du lịch, mà còn là một trong những điểm trung chuyển lớn nhất thế giới.
Ngoài ra, thành phố Paris vốn được xây dựng hai bên bờ sông Seine, nên cũng có cả giao thông đường thủy. Những con tàu Bateau-Mouche chạy dọc sông phục vụ khách du lịch tham quan thành phố.

## Giao thông công cộng
Paris là thành phố có mạng lưới giao thông công cộng đặc biệt phát triển. Hệ thống giao thông công cộng của Paris không chỉ lớn mà còn đa dạng về phương tiện. Ngoài tàu điện ngầm đã trở thành một trong những biểu tượng của thành phố, giao thông công cộng của Paris còn có RER, Transilien, Tramway và xe buýt.

### Tàu điện ngầm – Métro

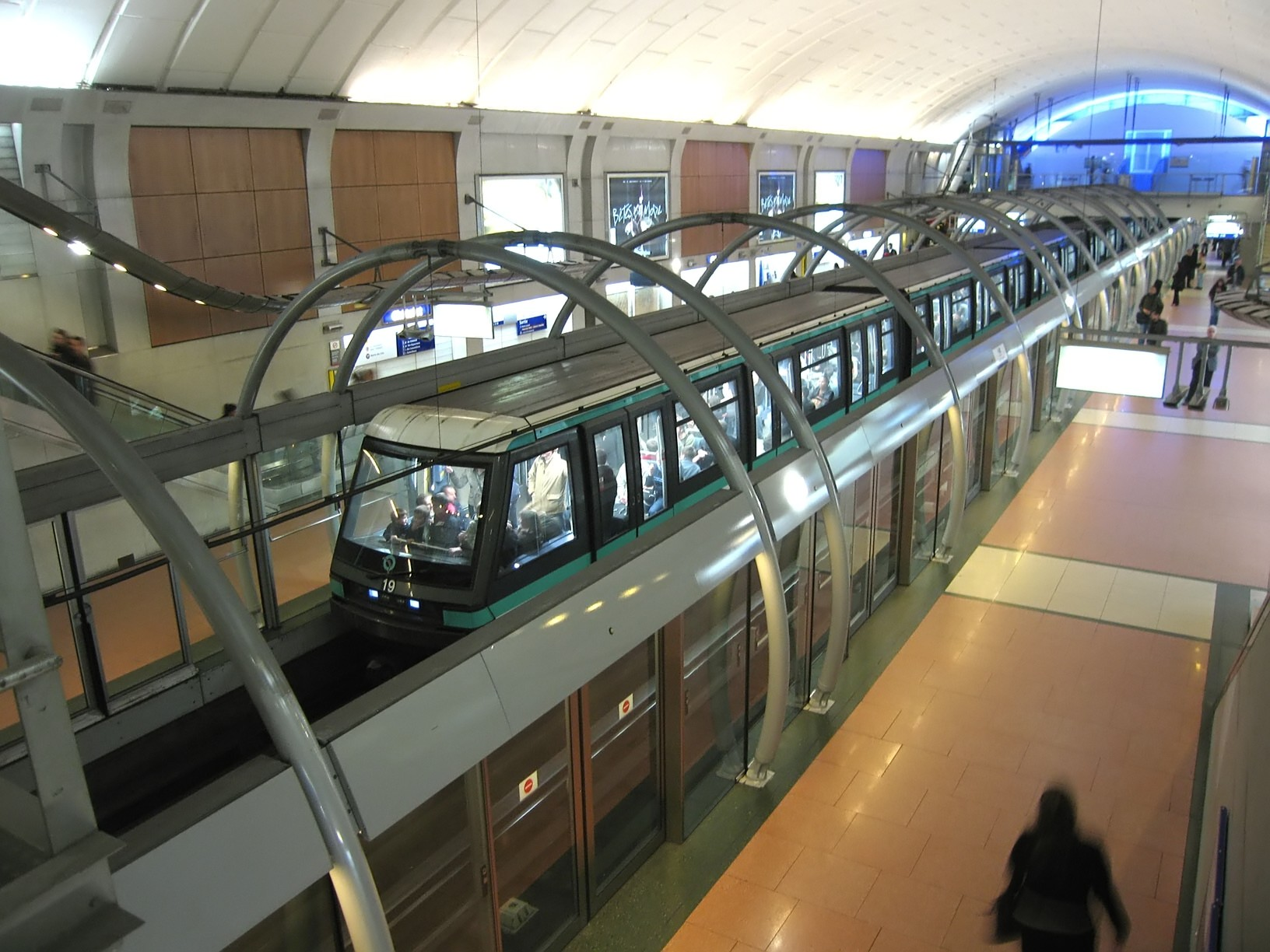
Métro tuyến 14, ga Châtelet

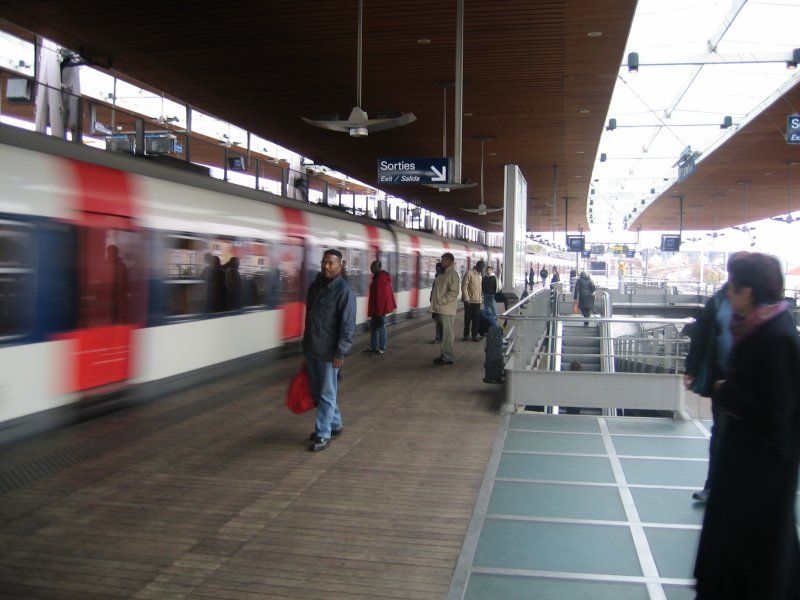
RER B, ga La Plaine - Stade de France

Tàu điện ngầm của Paris được đi vào sử dụng từ năm 1900. Những tàu điện ngầm chạy chủ yếu bằng những đường hầm ngầm dưới lòng đất. Riêng một vài đoạn, các tàu điện ngầm chạy trên mặt đất. Tuyến số 2, 5 và số 6 một phần chạy trên các cầu cạn và vượt qua sông Seine cũng bằng cầu. Những tuyến còn lại qua sông Seine bằng đường hầm dưới lòng sông.
Ngày nay, tàu điện ngầm Paris gồm 16 tuyến, được đánh số từ 1 tới 14 và thêm hai tuyến 3bis và 7bis. Tuyến số 14 là tàu chạy tự động, hoạt động từ năm 1998. Trong nội ô Paris, các trạm tàu điện ngầm xuất hiện khá dày đặc, khoảng cách giữa hai trạm thường dưới 500 mét. Hiện nay, một số tuyến tàu điện ngầm được kéo dài tới cả vùng ngoại ô gần. Trong kế hoạch năm 2012, sẽ có 5 tuyến kéo dài khoảng 10 km.

### RER
RER được viết tắt từ Réseau express régional d'Île-de-France, có nghĩa mạng lưới tốc hành vùng Île-de-France. Các tàu RER có sức chuyên trở lớn hơn métro, nối Paris với ngoại ô. Hiện nay có 5 tuyến: A, B, C, D và E do hai công ty RATP và SNCF chia sẻ khai thác. Trong nội ô thành phố, cũng như métro, các RER phần lớn chạy ngầm dưới lòng đất, nhưng ngoài ngoại ô các đường RER thường được xây dựng trên mặt đất. Đây là hệ thống quan trọng của giao thông Île-de-France. Như tuyến RER B nối sân bay quốc tế Charles-de-Gaulle với trung tâm thành phố.

### Buýt
Hệ thống xe buýt của Paris do Công ty quản lý giao thông công cộng Paris RATP khai thác. Các xe buýt ngoại ô là hệ thống Optile, do một mạng lưới các công ty tư nhân quản lý. Ngày nay, RATP chịu trách nhiệm:
- Các tuyến buýt nội ô Paris, được đánh số từ 20 tới 96
- Các tuyến "đặc biệt", ví dụ nối với sân bay
- Các tuyến "đô thị", nối Paris với ngoại ô gần
- Các tuyến buýt ban đêm Noctilien
- Nhiều tuyến ngoại ô, đánh số từ 101 tới 670, gồm cả tuyến Apolo 7.

### Tàu - Transilien
Hệ thống tàu Paris và ngoại ô cùng cả vùng Île-de-France mang tên Transilien do Công ty Đường sắt quốc gia SNCF quản lý. "Transilien" là một nhãn hiệu thương mại, tương tự TER và TGV, đều thuộc về SNCF. Ngoài ra, SNCF cũng chia sẻ với RATP khai thác hệ thống RER.
Trong Paris có 6 nhà ga lớn, trạm cuối của các tuyến đường sắt ra ngoại ô: Gare du Nord, Gare Saint-Lazare, Gare de l'Est, Gare Montparnasse, Gare de Lyon và Gare d'Austerlitz. Các ga Gare du Nord, Gare de l'Est, Gare Montparnasse, Gare de Lyon cũng là nhà ga của TGV và TER nối Paris với các thành phố khác và cả châu Âu.

### Tàu điện - Tramway
Hệ thống Tramway của Paris hiện nay có 4 tuyến, T1 tới T4, trong đó hai tuyến T3 và T4 mới được hoàn thành năm 2006. Tramway có sức chuyên trở trung bình, hơn xe buýt nhưng kém métro và RER. Nhưng bù lại, chạy bằng đường ray trên mắt đất, hệ thống tramway không đòi hỏi đầu tư lớn. Hiện nay, năm tuyến tramway khác đang được xây dựng hoặc đã lên kế hoạch.
Các tramway của Paris ngày nay được đưa vào sử dụng từ năm 1992. Trong quá khứ thành phố từng có một hệ thống tramway cũ, nhưng kết thúc vào năm 1937.
| Lối vào bến Abesses, trang trí phong cách Art nouveau | Métro 12, bến Lamarck Caulaincourt | RER B, ga Cité Universitaire | Tramway T3   |
|                                                       |                                    |                              |              |
| Transilien, ga Enghien-les-Bains                      | Bus số 28                          | Thang máy đồi Montmartre     | Gard du Nord |

### Thống kê
| Hệ thống                                                                                             | Công ty | Lượng khách | Số tuyến | Km đường | Số điểm dừng | Phục vụ              |
| --- | ------- | ----------- | -------- | -------- | ------------ | -------------------- |
| Métro                                                                                                | RATP    | 1.350 triệu | 16       | 212      | 381          | Paris và ngoại ô gần |
| RER                                                                                                  | RATP    | 440 triệu   | 2¹       | 115      | 65           | Paris và ngoại ô     |
| RER                                                                                                  | SNCF    | 614 triệu   | 6¹       | 1.296    | 443          | Paris và ngoại ô     |
| Transilien                                                                                           | SNCF    | 614 triệu   | 15       | 1.296    | 443          | Paris và ngoại ô     |
| Tramway                                                                                              | RATP    | 58 triệu    | 3        | 24       | 38           | Paris và ngoại ô     |
| Bus                                                                                                  | RATP    | 940 triệu   | 316      | 2.816    | 1.274        | Paris và ngoại ô     |
| Bus                                                                                                  | Optile  | 250 triệu   | 1.078    | 20.133   | 24.500       | Ngoại ô lớn          |
| Thống kê giao thông công cộng khu vực đô thị Paris năm 2004 Tuyến RER A và B do RATP và SNCF chia sẻ |         |             |          |          |              |                      |

## Đường bộ

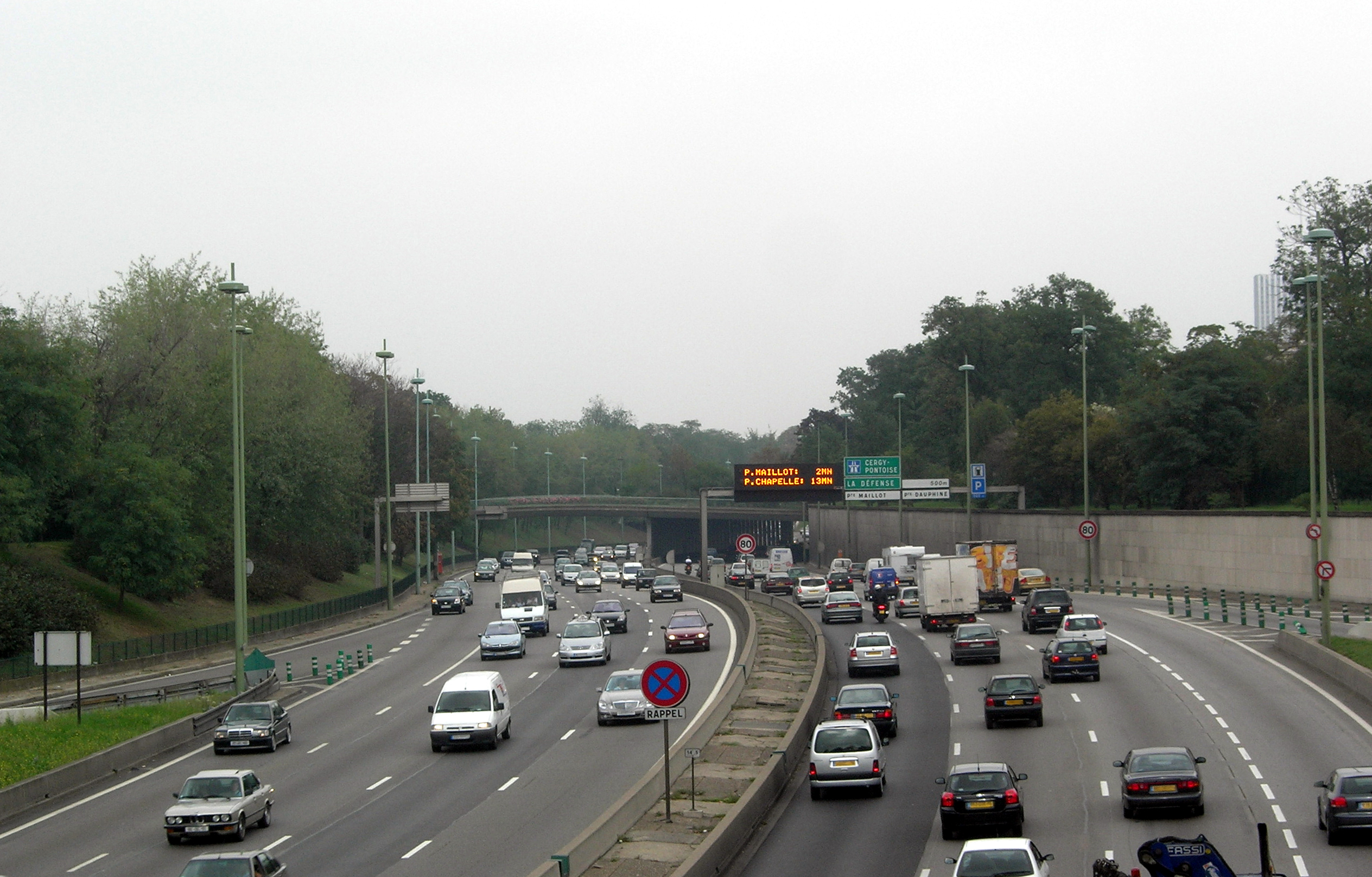
Đại lộ vành đai ở cửa ô Muette

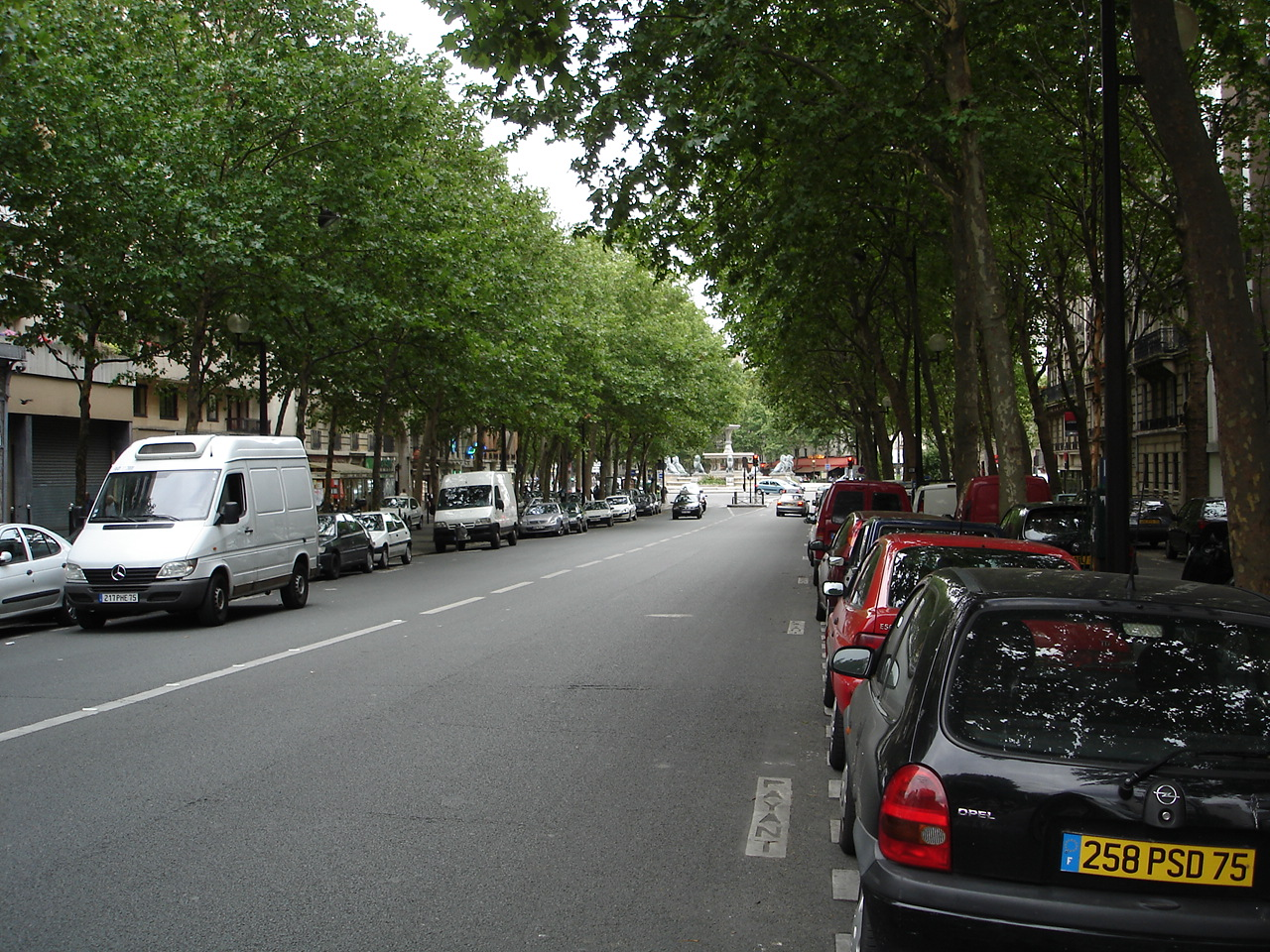
Phố Reuilly

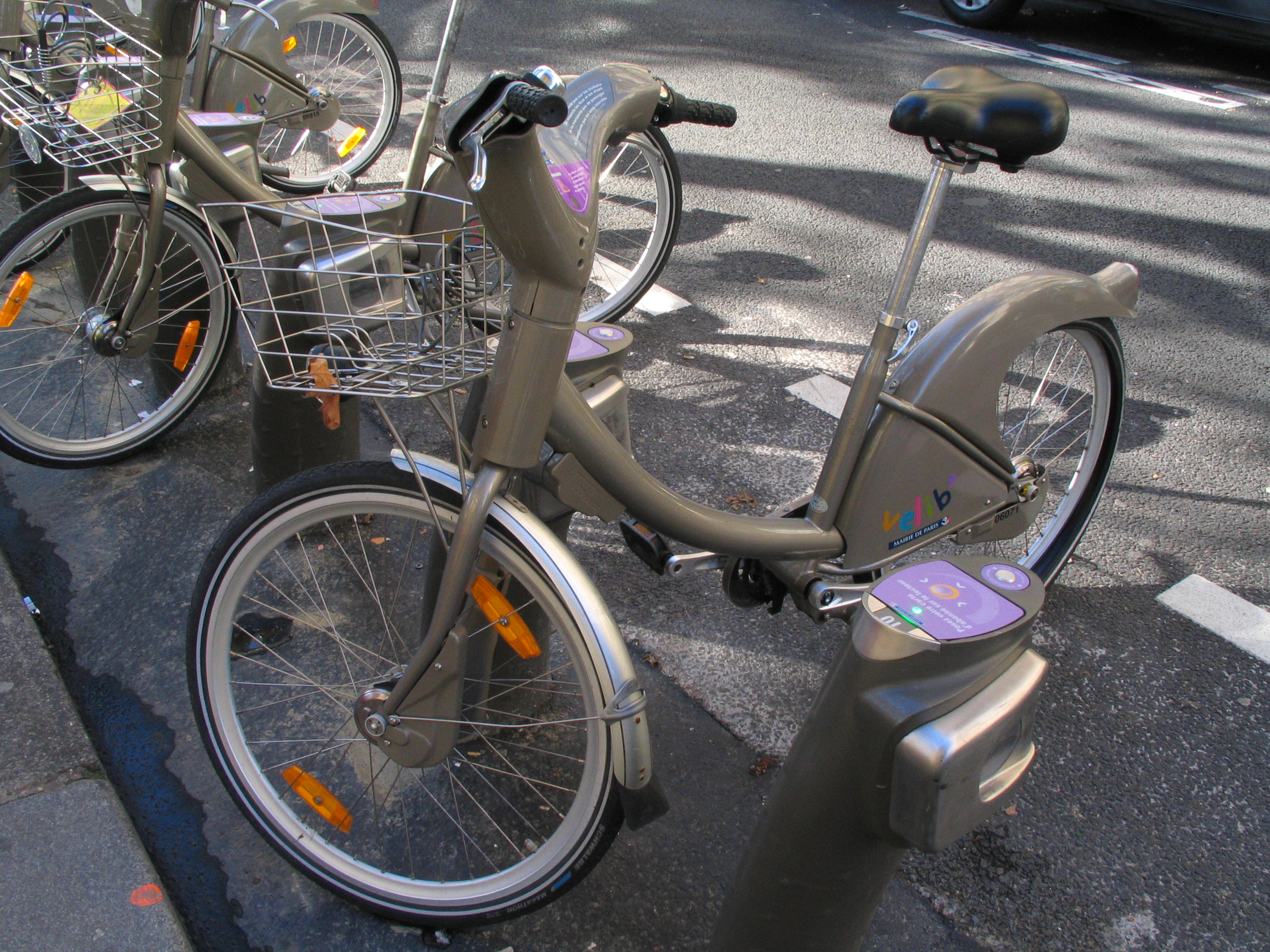
Xe đạp Vélib'

Hệ thống đường xe hơi của vùng Île-de-France tổng cộng khoảng 800 km. Còn Paris, hệ thống các đại lộ vành đai bao quanh thành phố dài 35,04 km. Đây cũng là nơi có các cửa ô của Paris, cùng các xa lộ, quốc lộ tỏa đi khắp nước Pháp.
Giống như các đô thị lớn khác trên thế giới, giao thông đường bộ của Paris cũng gặp phải những vấn đề như ùn tắc vào giờ cao điểm, thiếu chỗ đậu xe. Sự phát triển của công nghệ thông tin đã góp phần hỗ trợ trong việc điều hành giao thông, giảm bớt ùn tắc.
Vào năm 2007, toàn thành phố Paris có khoảng 755.000 chỗ đậu xe, bao gồm 165.000 điểm trên đường phố, 80.000 điểm trong các khu đỗ xe thương mại, 70.000 điểm trong các bãi xe công cộng và cuối cùng 440.000 chỗ trong những gara tư nhân hay sân các tòa nhà. Trên tất cả các con phố, việc đậu xe đều phải trả tiền. Chính quyền thành phố, vốn theo đuổi chính sách khuyến khích giao thông công cộng và xe đạp, đã giảm bớt các khu vực cho phép đậu xe trên phố và trong khoảng 2001 tới 2006, tiếp tục lắp đạt các máy tình tiền đậu xe tự động ở những nơi chưa được trang bị. Giá tiền đậu xe phụ thuộc vào khu vực. Năm 2007, trong trung tâm Paris là 3 € một giờ, nhưng quận vành đai là 1 € một giờ. Việc đậu xe phải trả tiền từ thứ hai đến thứ bảy, 9 giờ tới 19 giờ. Ngày chủ nhật trong tháng 8 hầu hết miễn phí.

### Taxi
Đầu năm 2007, thành phố Paris có 15.500 chiếc taxi. Các điểm đỗ taxi được chia thành ba loại: 
- 28 trạm lớn nằm gần các địa điểm du lịch, các quảng trường lớn, hoạt động 24/24 và 7/7
- 90 trạm của các khu phố nằm gần các trục giao thông chính
- 316 trạm ở gần những cơ sở công cộng như bệnh viện, nhà hát, khách sạn

Ở Paris, một taxi chưa có khách nếu đèn màu trắng trên nóc xe được bật. Trung bình mỗi ngày, mạng lưới taxi Paris phục vụ 200.000 chuyến.

### Xe đạp
Từ cuối những năm 1990, một mạng lưới phần đường dành riêng cho xe đạp được thiết lập và vẫn được mở rộng đều đặn. Đến cuối năm 2006, thành phố có 371 km đường cho xe đạp, bao gồm cả những phần chạy chung với xe buýt.
Sau Rennes và Lyon, chính quyền thành phố Paris đưa ra hệ thống xe đạp tự do trong thành phố từ ngày 15 tháng 7 năm 2007. Hệ thống này mang tên Vélib' và do tập đoàn JCDecaux quản lý. Khi đua vào hoạt động, Vélib' có 10.648 xe đạp và 750 trạm. Cuối năm 2007, con số nâng lên, khoảng 20.600 xe và 1.451 trạm. Đây là một chính sách giảm giao thông xe hơi của thành phố Paris, đặc biệt dành cho những khoảng cách ngắn.

## Hàng không
Sau London, Paris là thành phố trung chuyển hành khách hàng không lớn nhất châu Âu. Trong năm 2006, số lượng trung chuyển hàng không của Paris là 82,5 triệu khách và 2,24 triệu tấn hàng. Aéroports de Paris, tập đoàn do Chính phủ Pháp giữ chủ yếu, quản lý 14 sân bay của hàng không dân dụng vùng Île-de-France. Hai sân bay lớn của Paris là Orly và Charles-de-Gaulle, trong đó Charles-de-Gaulle là sân bay chính.
Sân bay Orly nằm ở phía Nam thành phố, được phát triển từ những năm 1950. Trước khi xây dựng Charles-de-Gaulle, Orly là sân chính của Paris. Ngày nay ngoài các chuyến bay nội địa, Orly còn có những chuyến bay tới châu Âu, Trung Đông, châu Phi và Caribe, đặc biệt là các nước Maghreb. Để nối Orly với Paris, ngoài đường cao tốc còn có xe buýt của Air France và OrlyBus của RATP cùng đường tàu Orlyval nối với RER B tại nhà ga Antony. Trong năm 2006, Orly phục vụ 25,6 triệu lượt khách.
Sân bay quốc tế Charles-de-Gaulle nằm ở phía Đông Bắc Paris, mở cửa từ năm 1974. Không chỉ là sân bay lớn nhất nước Pháp, Charles-de-Gaulle còn là một trong những sân bay chính của châu Âu. Về lượng máy bay hoạt động, năm 2006 Charles-de-Gaulle xếp thứ nhất châu Âu với 541.566 chuyến bay. Nằm cách trung tâm Paris 25 km, Charles-de-Gaulle được nối với thành phố bởi đường cao tốc, xe buýt và tuyến RER B. Tại sân bay cũng có một nhà ga với các tuyến tàu và TGV tới các tỉnh. Bởi lý do 80% giao thông giữa Charles-de-Gaulle và Paris là xe hơi, gây ùn tắc, nên hiện nay đã có một dự án xây dựng CDG Express, một tuyến đường sắt nữa sẽ khánh thành vào năm 2012.
Ngoài ra, trong các sân bay nhỏ còn có thể kể đến Bourget. Đây là sân bay cũ nhất, nằm gần thành phố. Hiện nay Bourget chỉ dành riêng cho một số chuyến bay đặc biệt. Cứ hai năm một lần, sân bay này còn là nơi tổ chức Paris Air Show, một triển lãm hàng không quốc tế quan trọng. Dự án xây một sân bay lớn thứ ba cho khu vực Paris cũng được xem xét tới.